# Obermaiselstein
Obermaiselstein ist eine Gemeinde im schwäbischen Landkreis Oberallgäu. Sie gehört zur Verwaltungsgemeinschaft Hörnergruppe.

## Geographie

### Lage
Der Hauptort liegt auf 849 m Höhe (Kirchplatz). Die höchsten Erhebungen sind das Riedberger Horn mit 1787 Meter und der Besler mit 1679 Meter. Die tiefsten Stellen liegen im Talholz und am Riedbach unterhalb der Lochleite. Etwa 60 Prozent der Gemeindefläche von 2500 Hektar wird alp- oder forstwirtschaftlich genutzt. Mitten durch das Alpengebiet zieht sich der Schwarzenberg, an dessen südwestlichem Ende der Besler mit dem Schafkopf den Abschluss bildet.
Zwei Hochtäler nördlich und südlich dieses Bergzuges prägen die Gemeinde. Beide Täler, das Gutswieser Tal im Süden, sowie das Schönberger-Ach-Tal im Norden, steigen von Osten nach Westen auf und neigen sich an der westlichen Seite gegen das Balderschwanger Tal hinab.
Die Scheitelpunkte haben in beiden Fällen eine Höhe von etwa 1359 m und bilden die Wasserscheide zwischen Rhein und Donau.

### Gewässer
An Wasserläufen in Richtung Osten ist zu nennen die Schönberger Ach, die am oberen Hörnle entspringt und bei Weiler in die Iller mündet. Bei starken Regengüssen führt der Bach oft Hochwasser und hat schon arge Verwüstungen angerichtet. Der Lochbach entspringt im Gebiet der Freiburger und Simons Alpe. Er wendet sich, nachdem er einige schöne, kaum bekannte Gletschertöpfe bildet, in den Lochwiesen nach Süden, fließt durch Tiefenbach und mündet beim Weidach in die Breitach, die aus dem Walsertal kommt, und somit in die Iller.
Ein imposantes Schauspiel bietet der Fallenbach, dessen Fluten sich bei anhaltendem Regen auf dem zerklüfteten Plateau des Schwarzenberges sammeln. Er erfüllt dann die Sturmannshöhle mit seinem Rauschen und stürzt schließlich in mächtigem Bogen aus der Felswand. In den Rieder Wiesen trifft er sich mit dem Riedbach, der vom Hirschsprung kommt, gräbt sich durch die Lochleite und erscheint in Langenwang als die Rotfisch (auch Grundbach genannt) im Illertal. Sein Fischreichtum begründete den Namen Fiskingung, später Fischen. Auch dieses Gewässer mündet bei Weiler in die Iller.
Vom Ortsteil Haubenegg herab fließt der Goldbach, der sich südlich an Obermaiselstein vorbei schlängelt und anschließend in den Riedbach mündet. Man sagt, die Nutzung dieses Gewässers dürfte insbesondere der Flachsbehandlung gedient haben, sodass das Bächlein den Beinamen ,Gold‘ beigelegt bekam.
Nach Westen fließt die Hörnleach, die sich am Anger mit dem Achbach aus der Alpe Dinijörgen und dem Scheuenbach vereint. Ab hier wird sie Bolgenach genannt und fließt dem Bodensee zu. Dieses Gewässer wurde früher häufig zum Holztriften genutzt. 

### Gemeindeteile
Es gibt 4 Gemeindeteile (in Klammern ist der Siedlungstyp angegeben):
- Niederdorf (Dorf)
- Oberdorf (Dorf)
- Obermaiselstein (Pfarrdorf)
- Ried (Dorf)

Ried wurde im 17. Jahrhundert vermutlich von Bauern, die über die Alpen aus dem Lechtal kamen, im Lochbachtal gegründet. Damals trieben die Bauern ihr Vieh den Sommer über aus dem Lochbachtal heraus.
Um 1700 zog das ganze Dorf an den jetzigen Standort um. Dazu wurden die Häuser nacheinander
im Lochbachtal abgebaut und am neuen Standort wieder aufgebaut. Nach dem Umzug wurde das Vieh
den Sommer über ins Lochbachtal getrieben, um dort die Bergwiesen zu nutzen.
Daneben gibt es die Einöde Haubenegg, die mittlerweile aber zum Gemeindeteil Obermaiselstein zählt.

## Geschichte
Der Name der Gemeinde wurde im Jahr 1865, um Verwechslungen zu vermeiden, von Maiselstein amtlich in Obermaiselstein geändert.

## Einwohner
Zwischen 1988 und 2018 wuchs die Gemeinde von 824 auf 970 um 146 Einwohner bzw. um 17,7 %. Im Jahr 2019 hatte die Gemeinde 1501 Einwohner, von denen 491 weiblichen und 1010 männlichen Geschlechts waren.

## Politik

### Bürgermeister
Seit 1. Mai 2020 ist Frank Fischer (Unabhängige Liste) Erster Bürgermeister; dieser wurde mit 54,87 % der Stimmen gewählt. Sein Vorgänger Peter Stehle (* 1958, Einheitsliste) war seit Mai 2008 im Amt und bewarb sich nicht mehr für die Wiederwahl.
Die Gemeinde ist Mitglied des deutsch-österreichischen Gemeinschaftsprojekts Naturpark Nagelfluhkette.

### Gemeinderat
Bei der Wahl am 15. März 2020 wurde lediglich der Wahlvorschlag der Einheitsliste/Unabhängige Liste mit 13 Bewerbern eingereicht; die acht Bewerber mit den meisten Stimmen wurden in den Gemeinderat gewählt. Die Wahlbeteiligung betrug 72,05 %.

### Wappen
| Wappen von Obermaiselstein | Blasonierung: „In Gold ein springender roter Hirsch, unten je ein rechts und links dem Schildrand anliegender blauer Felsen.“                                                |
| Wappen von Obermaiselstein | Wappenbegründung: Der Sage nach soll ein Hirsch auf der Flucht vor einem Luchs mit einem mächtigen Sprung eine Schlucht übersprungen haben (Obermaiselsteiner Hirschsprung). |

### Verwaltung
Die Gemeinde ist Mitglied der Verwaltungsgemeinschaft Hörnergruppe mit Sitz in Fischen im Allgäu.

## Sehenswürdigkeiten
Die vor ca. 2 Mio. Jahren entstandene Sturmannshöhle wurde 1904 bis 1906 durch den neu gegründeten Höhlenbauverein für die Öffentlichkeit zugänglich gemacht. Sie ist heute mit ca. 50.000 Besuchern pro Jahr eine der beliebtesten Natursehenswürdigkeiten der Region. Weiterhin liegt der höchste mit Pkw befahrbare Pass Deutschlands in der Gemarkung Obermaiselstein, der Riedbergpass mit 1407 m.
Jeden Herbst wird an einem Samstag, der am nächsten zum 21. September liegt, der Alpabtrieb, auch Viehscheid genannt, gefeiert. Dabei wird von den Alpen das gesömmerte Vieh zu Fuß ins Tal getrieben und an die Landwirte zurückgegeben. Dabei handelt es sich um einen der größten Alpabtriebe der Region, ca. 1.400 Tiere, und um einen der nachweislich ältesten traditionellen Alpabtriebe, der bis ins 17. Jahrhundert zurückreicht.

## Tourismus
Der Tourismus ist ein bedeutender Wirtschaftsfaktor mit 270 000 Übernachtungen im Jahr.
- 1 Unteres Dorf
- 2 Oberes Dorf
- 3 Goldbach
- 4 Niederdorf
- 5 Oberdorf
- 6 Ried
- Dem Straßenverlauf von 6 nach rechts folgend befindet sich oberhalb der eingezeichneten 7 der Obermaiselsteiner Hirschsprung
- 7 Haubenegg

## Persönlichkeiten
- Heinrich von Gagern (1878–1964), Verwaltungsjurist, Politiker und Landrat, starb in Obermaiselstein
- Berni Huber (* 1967), in Obermaiselstein geborener Skirennläufer und Trainer
- Martin Fiala (* 1968), Skirennläufer und Skicrosser, startete für den SC Obermaiselstein
- Johannes Stehle (* 1981), in Obermaiselstein aufgewachsener Skirennläufer
- Dominik Stehle (* 1986), in Obermaiselstein aufgewachsener Skirennläufer